# Cầu thủ xuất sắc nhất J.League
Cầu thủ xuất sắc nhất J.League là giải thưởng của J.League.
| Năm  | Cầu thủ             | Câu lạc bộ           | Quốc tịch |
| ---- | ------------------- | -------------------- | --------- |
| 1993 | Kazuyoshi Miura     | Verdy Kawasaki       | Nhật Bản  |
| 1994 | Pereira             | Verdy Kawasaki       | Brasil    |
| 1995 | Dragan Stojković    | Nagoya Grampus Eight | Nam Tư    |
| 1996 | Jorginho            | Kashima Antlers      | Brasil    |
| 1997 | Dunga               | Júbilo Iwata         | Brasil    |
| 1998 | Masashi Nakayama    | Júbilo Iwata         | Nhật Bản  |
| 1999 | Alessandro Santos   | Shimizu S-Pulse      | Nhật Bản  |
| 2000 | Shunsuke Nakamura   | Yokohama F. Marinos  | Nhật Bản  |
| 2001 | Toshiya Fujita      | Júbilo Iwata         | Nhật Bản  |
| 2002 | Naohiro Takahara    | Júbilo Iwata         | Nhật Bản  |
| 2003 | Emerson             | Urawa Red Diamonds   | Brasil    |
| 2004 | Yuji Nakazawa       | Yokohama F. Marinos  | Nhật Bản  |
| 2005 | Araújo              | Gamba Osaka          | Brasil    |
| 2006 | Marcus Tulio Tanaka | Urawa Red Diamonds   | Nhật Bản  |
| 2007 | Robson Ponte        | Urawa Red Diamonds   | Brasil    |
| 2008 | Marquinhos          | Kashima Antlers      | Brasil    |
| 2009 | Mitsuo Ogasawara    | Kashima Antlers      | Nhật Bản  |
| 2010 | Seigo Narazaki      | Nagoya Grampus       | Nhật Bản  |
| 2011 | Leandro Domingues   | Kashiwa Reysol       | Brasil    |
| 2012 | Hisato Satō         | Sanfrecce Hiroshima  | Nhật Bản  |
| 2013 | Shunsuke Nakamura   | Yokohama F. Marinos  | Nhật Bản  |
| 2014 | Yasuhito Endō       | Gamba Osaka          | Nhật Bản  |

## Theo câu lạc bộ
| # | Câu lạc bộ          | Số cầu thủ giành giải |
| - | ------------------- | --------------------- |
| 1 | Júbilo Iwata        | 4                     |
| 2 | Urawa Red Diamonds  | 3                     |
| 2 | Kashima Antlers     | 3                     |
| 2 | Yokohama F. Marinos | 3                     |
| 5 | Tokyo Verdy         | 2                     |
| 5 | Nagoya Grampus      | 2                     |
| 5 | Gamba Osaka         | 2                     |
| 8 | Kashiwa Reysol      | 1                     |
| 8 | Shimizu S-Pulse     | 1                     |
| 8 | Sanfrecce Hiroshima | 1                     |